# Дионисий Звенигородский
Дионисий Звенигородский (в миру князь Даниил Васильевич Лупа; ум. 1538) — монах Иосифо-Волоцкого Успенского монастыря, постриженик преподобного Иосифа Волоцкого.
Дионисий происходил из знатного рода Звенигородских князей, ведущих своё родословие от выходца из Литвы князя Александра Звенигородского, который был потомком князя Михаила Черниговского. Дата рождения Даниила — неизвестна. Неизвестны дата и обстоятельства его пострига. «Российская родословная книга» Петра Долгорукова сообщает, что до пострига он успел послужить воеводой в походах. Однако трудно установить источник этих сведений. Данные князя Долгорукова не вполне соответствуют документально подтверждённым фактам.

## В Белозерском крае
Ряд источников сообщает, что Дионисий, вместе с другим знатным иноком Волоколамского монастыря Нилом (Полевым), несколько лет (до 1512 года) провел в окрестностях Кирилло-Белозерского монастыря, где имел свою пустынь. О причинах поселения видных волоцких монахов среди белозерцев точно неизвестно. Некоторые источники («Письмо о нелюбках», «Надгробное слово Иосифу») утверждают, что Нил и Дионисий оказались в Кирилло-Белозерском монастыре без благословения Иосифа Волоцкого. Житие преп. Иосифа сообщает, что отшествие Дионисия в Белозерский край было связано с его склонностью к монашеским подвигам и отшельничеству: «Возлюбих же уединение и просися у отца (игумена Иосифа Волоцкого) отпущен бытии ко отцу Нилу». Житие преп. Иосифа так же отмечает усердие Дионисия в монастырских подвигах: «трудолюбен зело», к «сим же семдесят и семь псалмовъ пояше и по три тысящи метаній на кійждо день творяше».
В отношении взглядов этого видного постриженика преподобного Иосифа рядом историков (Ю. К. Бегунов, А. А. Зимин) было высказаны сомнения в его «правоверном» иосифлянстве и приверженности идеям нестяжательства. Поводом для этих сомнений было, в общем, благожелательное отношение этих двух иноков к белозерскому монашеству вообще и к преподобному Нилу в частности. Однако такое отношение не было чем-то необычным, тем более во время до возникновения конфликта (по всей видимости, появление Дионисия и Нила в Заволжье следует относить до собора 1503 года и никак не позже 1508 года, когда умер Нил Сорский). В целом же приходится признать, что факт противостояния монахов двух этих обителей сильно преувеличен.
В этом отношении гораздо интереснее предположение, высказанное Бегуновым, что упомянутый в «Слове ином» «Денис, чернец Каменский», выступивший вместе с Нилом Сорским против монастырских сёл, был Дионисий Звенигородский. Это предположение подкрепляет факт участия в соборе боярина Василия Борисова. Борисовы-Бороздины, предположительно, были близки князьям Звенигородским. Конечно, нельзя исключать, что Дионисий, склонный проявлять свою активную позицию, участвовал в обсуждении вопроса о монастырских сёлах после собора 1503 года.
Пребывание Дионисия и Нила (Полева) в Кирилловом монастыре омрачилось конфликтом с белозерскими монахами. Причиной конфликта стало отлучение от причастия Иосифа Волоцкого, наложенное на него его епархиальным владыкой архиепископом новгородским Серапионом в 1509 году. По всей видимости, конфликт возник между Дионисием и белозерским старцем Германом Подольным, который в пылу спора объявил преп. Иосифа и всех Волоцких монахов отлучёнными от причастия. Впрочем, этот конфликт закончился извинениями старца Германа (см. послания Нила (Полева) Герману Подольному). Тем не менее следует признать, что отношения белозерских и пришлых волоцких монахов стали довольно напряжёнными.
Событием, положившим конец пребывания Дионисия и Нила в Белозерском крае, стал их донос на белозерских монахов, который они направили своему игумену. В доносе сообщалось, что ими в белозерских скитах была обнаружена «великая ересь». Обнаружение «великой ереси», по всей видимости, было делом Дионисия. В первом случае Дионисий, вместе с сопровождавшим его мирским священником, обнаружил в скиту под кроватью крест. Г. М. Прохоров по этому поводу иронично замечает: «Стало быть, он туда заглянул». Иными словами, едва ли не обыск учинил волоцкий монах в келье пустынника. Во втором случае некий скитник при появлении в его скиту всё того же Дионисия бросил в печь книгу. Что это была за книга — неизвестно, однако ясно, что скитник не доверял пришедшим, и отношения были напряжёнными. Дело закончилось печально. Иосиф Волоцкий представил донос великому князю Василию III, тот поставил в известность Вассиана Патрикеева. Вассиан, который считался учеником Нила Сорского, защищал белозерцев перед великим князем и потребовал свидетеля, доставившего донос старца Серапиона, на допрос. Допрос закончился смертью свидетеля. Великий князь в гневе приказал сжечь пустыньки волоцких монахов, а самих их отправить под надзор в Кирилло-Белозерский монастырь. Впрочем, через время по великокняжескому указу «осифляне» были отпущены в свой монастырь. Судя по вкладным записям Нила (Полева), это произошло не позднее 1512 года.

## Снова в монастыре преподобного Иосифа
Дионисий, по всей видимости, занимал заметное положение в Волоцком монастыре. Известно, что он принимал участие в экономических делах обители: сохранилась купчая, составленная при его участии. Судя по всему, в монастыре Дионисий пользовался определённой свободой, и уход его в белозерскую пустынь с благословения настоятеля не кажется чем-то невероятным.
Занимался Дионисий и списыванием книг, и писанием икон. При этом имел своих учеников и последователей. В описи Волоколамского монастыря 1545 года перечисляется большое число икон, написанных Дионисием и его учениками. Однако списанием книг он занимался только для личных потребностей: нет ни одного списка его руки, который предназначался бы для монастырского обихода. В результате у него составилась приличная библиотека. В библиотеку входили книги, написанные и другими писцами, в том числе и будущим митрополитом Даниилом. После его смерти библиотека перешла монастырю.
Известен ряд четьих сборников, принадлежащих Дионисию. Безусловно, что в них вошли статьи, заинтересовавшие его. Поэтому подбор статей в этих сборниках отражает интересы самого составителя. Обращает внимание большое количество новонаписанных статей. В частности, принадлежащие Максиму Греку и написанные в 20-х годах «Слово на латинов», написанное преподобным Максимом для Фёдора Карпова, и послание Николаю Немчину, так же антилатинское. В этом же сборнике находятся статьи о стихийных бедствиях: о наводнении в Неаполе 1523 года, о землетрясении в Венгрии в 1524 год, и о землетрясении, разрушивших Салоники, о знамении в Риге. Очевидно, что интерес к этой теме был вызван пропагандой унии с Римской Церковью, которую вёл личный врач великого князя Николай Булев. Католик Булев занимался и астрологией, а по мнению астрологов в 1524 году должны были произойти катастрофические изменения, вызванные приходящимся на этот год парадом планет. Отсюда пристальное внимание русской общественности к катаклизмам 1524 года. Иными словами, внимание Дионисия приковано к проблемам современного ему мира.
Другой сборник включает Повесть о Царьграде, выписки из Хронографа и Палеи, отрывки из краткого русского летописца, родословие великих русских князей. Обращает внимание наличие в этом сборнике родословия удельных князей, ведущих род от Михаила Черниговского, к которым принадлежали и князья Звенигородские. По всей видимости, для инока Дионисия вопрос о его знатном происхождении имел значение.
Среди других материалов — два послания Нила Полева старцу Герману (о которых упоминалось выше), «Сказание о преподобном Пафнутии» — выписка из жития Пафнутия Боровского составленное братом преподобного Иосифа Вассианом Саниным, новое, недавно переведённое произведение «Прение живота и смерти».

## Послание митрополита Даниила Дионисию Звенигородскому
Как уже говорилось, в библиотеке Дионисия были книги, написанные Даниилом, митрополитом Московским, который тоже был пострижеником преподобного Иосифа и некоторое время игуменом Волоцкого монастыря. Безусловно, они были знакомы и, возможно, близки. Сохранилось ответное послание митрополита Даниила Дионисию, датированное октябрём 1528 года. Судя по ответу, Дионисий обратился с жалобой на своего игумена Нифонта (Кормилицына), который причинил ему «многа гоненія и скорби». Отвечая на письмо Дионисия, митрополит пишет о духовной пользе скорби и необходимости терпеть с благодарностью их ради духовного совершенства. Митрополит, очевидно отвечая на тон послания Дионисия, упоминает о необходимости погашать гнев. «Еже въ скорбехъ къ Богу неблагодарственное имети и вины наложити на человеки, и съ сими грызтись и которатися последняго безумія есть, увы мне, и в покаяніе о семъ не приходящу!». Этот упрёк заслуживает внимания. Митрополит прямо указывает Дионисию на отсутствие у него христианского смирения, относя его к категории людей, которым скорби не приносят пользы. Очевидно, митрополит считал самого Дионисия виновным в сложившемся положении и предлагал, проявить подобающее монаху смирение: «И аще себе смиримъ в покои будемъ и вси нас почтятъ и возлюбятъ и прежде всехъ Богъ нас возлюбитъ и прославитъ; аще же не смиримъ себе сами не престнутъ насъ смиряя и никогда же будемъ безъ смущенія и соблазна». Подействовали ли слова митрополита на князя-инока — мы не знаем.
О смерти Дионисия известно из записи его ученика Онуфрия Исакова: «Преставился старец Дионисий Звенигородский лета 7047 на память преп. отца Спиридона», то есть 31 октября, либо 12 декабря 1538 года.